# MP-443
러시아 연방은 소련 붕괴 후 대조국전쟁에도 있었던 TT-33 권총, 그리고 냉전 시절 TT-33 권총을 대체한다고 나온 마카로프 권총과 슈테츠킨 기관권총이 점점 노후화되며,
러시아 국방부는 새로운 권총을 요구하여 차기권총 선발을하며, 그 결과물 중에선 러시아 정부가 정식으로 채택한 '그라치'는 Vladimir Yarygin(야리긴)의 디자인과
Izhevsk Plant에서 개발되었으며, 뛰어난 설계와 안정감을 가진 러시아의 차기 권총이다.

## 특징
지금까지 러시아가 고수해온 토카레프, 마카로프탄을 사용하지 않고 9 × 19 mm탄을 사용했다,
패러벨럼탄은 저지력이 우수하나, 관통력이 좋지 못하고.
TT-33, 마카로프 권총에 쓰이는 토카레프, 마카로프탄은 관통력이 우수하나, 저지력이 좋지 못하다.

## 실전배치
러시아 경제상황이 어려운 만큼 2003년부터 교체가 시작되었지만 아직도 적지 않게 TT-33, 마카로프 PM, 마카로프 PMM이 심심찮게 사용된다.

## 같이 보기
- 마카로프 권총
- TT-33